# Shanghai Dongwuyuan
Shanghai Dongwuyuan (chiń. 上海动物园站) – stacja początkowa metra w Szanghaju, na linii 10. Zlokalizowana jest pomiędzy stacjami Shuicheng Lu i Hongqiao Yihao Hangzhan Lou. Została otwarta 30 listopada 2010.